# Мостовая улица (Зеленогорск)

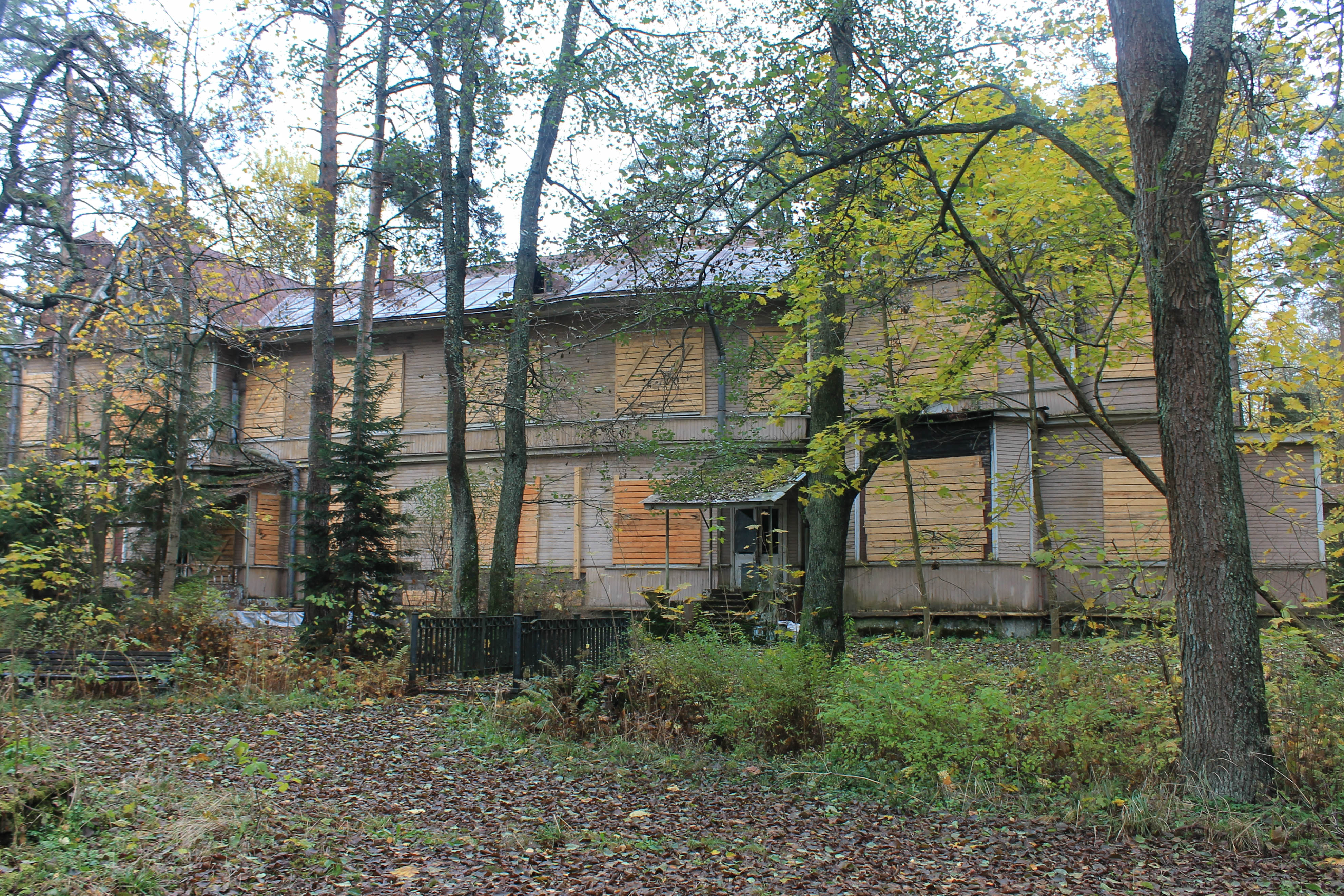
Вилла Уотинена (Приморское шоссе, 520 литера Ц)

Мостова́я у́лица — улица в городе Зеленогорске Курортного района Санкт-Петербурга. Проходит от Приморского шоссе до Финского залива.
Название появилось в послевоенное время. Его этимология не уточняется. Скорее всего, его название условное (ср. Проезжая улица).

## Достопримечательности
- В глубине участка находится деревянное здание бывшей дача Кирхнера, известная также, как вилла Уотинена — выявленного памятника градостроительства и архитектуры —  7831273000. Дом числится по Приморскому шоссе, 520[2][3]. В советское время здесь был дом отдыха военно-морской базы Ленинграда, позднее — дом отдыха «Зеленогорский»[3].